# Cottus rondeleti
Cottus rondeleti és una espècie de peix pertanyent a la família dels còtids.

## Descripció
- Fa 5,7 cm de llargària màxima.[1]

## Hàbitat
És un peix d'aigua dolça, bentopelàgic i de clima temperat.

## Distribució geogràfica
Es troba a Europa: riu Erau (Llenguadoc-Rosselló, França).

## Observacions
És inofensiu per als humans.